# Amara Diouf
Amara Diouf (sinh ngày 7 tháng 6 năm 2008) là một cầu thủ bóng đá chuyên nghiệp người Sénégal hiện tại đang thi đấu ở vị trí tiền đạo cho câu lạc bộ Génération Foot và Đội tuyển bóng đá quốc gia Sénégal.

## Sự nghiệp thi đấu

### Génération Foot
Sinh ra tại Pikine, vùng ngoại ô của thủ đô Dakar, Amara Diouf gia nhập học viện của câu lạc bộ Génération Foot vào năm 2017, sau khi gây được ấn tượng tại giải Danone Nations Cup.
Năm 2023, anh là một cầu thủ nổi bật tại giải U-19 Mohammed VI tổ chức tại Maroc, nơi Génération Foot vô địch giải đấu sau khi đánh bại ứng cử viên nặng ký cho chức vô địch, Real Madrid. Có thông tin cho rằng Diouf sẽ gia nhập câu lạc bộ Metz khi anh đến độ tuổi phù hợp, tiếp bước người đồng hương Sadio Mané.

## Sự nghiệp quốc tế

### Trẻ
Năm 2022, Diouf thi đấu cho U-17 Sénégal tại Vòng loại Cúp bóng đá U-17 châu Phi 2023. Anh lập một cú đúp trong trận gặp Cabo Verde và đóng góp 1 bàn thắng trong trận gặp Mali.
Diouf có tên trong danh sách tham dự Cúp bóng đá U-17 châu Phi 2023. Anh lập một cú đúp trong trận gặp Algérie và đóng góp 1 bàn thắng trong trận gặp Somalia. Điều này đã giúp Sénégal vượt qua vòng bảng. Sau màn trình diễn tuyệt vời tại giải đấu, Diouf được bầu là cầu thủ xuất sắc nhất vòng bảng và nằm trong đội hình tiêu biểu của vòng bảng. Diouf tiếp tục lập một cú đúp trong trận gặp Nam Phi ở tứ kết, qua đó đủ điều kiện góp mặt tại Giải vô địch bóng đá U-17 thế giới 2023 và nhận được giải thưởng cầu thủ xuất sắc nhất trận lần thứ 3. Ghi được bàn thắng thứ 5 trong giải đấu, anh đã vượt qua kỷ lục ghi nhiều bàn thắng nhất trong một giải đấu U-17 của Victor Osimhen. Ở trận bán kết gặp Burkina Faso, Diouf đá hỏng quả phạt đền khi đội của anh đang dẫn trước 1–0, nhưng cuối cùng đã thực hiện lượt sút luân lưu cuối cùng thành công, giúp họ tiến vào chung kết. Sénégal đánh bại Maroc ở trận đấu chung kết để giành chức vô địch lần đầu tiên trong lịch sử. Với 5 bàn thắng ghi được suốt cả giải đấu, Diouf đã giành danh hiệu Vua phá lưới.

### Đội tuyển quốc gia
Tháng 8 năm 2023, Diouf được gọi triệu tập lên Đội tuyển bóng đá quốc gia Sénégal để chuẩn bị cho trận gặp Rwanda tại Vòng loại Cúp bóng đá châu Phi và một trận giao hữu gặp Algérie. Vào ngày 9 tháng 9, anh có trận ra mắt trong trận hòa 1-1 trước Rwanda, trở thành cầu thủ trẻ nhất từng ra mắt cho đội tuyển quốc gia ở 15 tuổi 94 ngày.

## Danh hiệu
U-17 Sénégal
- Cúp bóng đá U-17 châu Phi: 2023

Cá nhân
- Vua phá lưới Cúp bóng đá U-17 châu Phi: 2023